# Гуль (комуна)
Гуль (норв. Hol) — комуна у фюльке Бускеру, Норвегія.

## Назва
Комуна (спочатку парафія) названа на честь старого хутора Гуль (Старий норвезький : Hóll), тому що саме тут була побудована перша церква. Назва тотожна слову hóll, що означає «круглий (і ізольований) горб».

## Географія
Гуль межує на сході з Лердалом, на північі і сході з Ола, на півдні з Нура-ога-Увда, а на західі з Eidfjord, Улвік і Еурланн. Гуль — гірська територія, де понад 90 % площі — на висоті понад 900 м. Гірський хребет Голлінгскарвет — найвища точка в комуні, 1933 м над рівнем моря. Річка Уста або Устене протікає на північний схід від озера Устеватн, що проходить вниз по долині Устедален. Річка Голлінгдалсельва утворена впаданням річки Уста та річки Гольсельви від озера Страннаватнет.

### Озера
- Устеватн — у комуні Гуль
- Нюгорсватнет (Nygardsvatnet) — у комуні Гуль
- Страннаватнет (Strandavatnet) — у комуні Гуль
- Ертерен (Ørteren) — у комуні Гуль
- Nyhellervatnet — на кордоні між Гуль та Еурланном (Aurland), графство Согн-ог-Фйордан
- Pålsbufjorden — у комуні Гуль і Норе-ог-Увдал
- Евре Гейн (Øvre Hein) — у комуні Гуль і Нур-ог-Увдал
- Djupsvatnet — у комуні Гуль і Ел
- Флакаватнет — у комуні Гуль та Ульвік, фюльке Гордаланн

## Історія
Територія комуни Гуль була відокремлена від комуни Ол (Ål) у 1877 р., щоби стати окремою комуною. У 1937 р. частина сусіднього Увдала з 220 жителями переїхала в Гуль. Місцевість була перенесена з Увдала в Гуль у 1944 році. Увдал був возз'єднаний з Норе, щоб утворити нову комуну Норе-ог-Увдал.
Протягом певного часу комуна входила до складу фюльке Вікен.

## Адміністративний устрій
- Гуль (село)
- Гагафосс
- Квісла
- Гейло
- Дагалі
- Гувет (Hovet)
- Рандален
- Мірланн
- Стренне (Strønde)
- Ведален

## Герб
Герб Гуля — із сучасності; наданий 5 липня 1991 року (автор — Тронн Андерссон). На ньому зображено три срібні наковальні на синьому тлі. Три ковадла укладаються одне над іншим, при цьому верхня є найбільшою, а нижня — найменшою. Ковадла було вибрано для символізації колишніх ковалів у муніципалітеті, які славилися виготовленням сокир, клинків та ножів. Видобуток заліза практикувався в цій місцевості ще в епоху вікінгів.

## Пам'ятки
- Національний парк Hallingskarvet — національний парк у комунах Гуль (Бускеру), Ульвік (Гордаланн) та Оурланн (Согн-ог-Ф'юранне)
- Hol Bygdemuseum — розташований уздовж дороги від Ела до Гейло в маленькому селі Гагафосс. Музей побудований як стара ферма (голінггард) із будівлями місцевого типу. Всього 17 будівель, з яких дві, Nestegardsstugu та Raunsgardsstugu, мають декоративні настінні розписи на стінах.
- Музей Дагалі — музей з 10 будинками, розташований посеред Дагалі, на краю Гардангервідди. Будинки прийшли з Dagali, Skurdalen, Tunhovd і Uvdal ; найдавніші датуються 18 століттям.
- Dagali Skisenter — альпійський курорт у Дагалі, який також пропонує гонки на санках, з одним з найдовших гірських сан у Норвегії.
- Готель Dr Holms — курортний готель у гірськолижному місті Гейло.

### Скурдаленська церква
Скурдаленська церква (Hol gamle kirke) приблизно датована 13 століттям, але точне датування невідомо. Церква є найстарішою парафією в Гулі і вперше згадана в листі від 1328 року як невелика церква з критими бічними ґанками (svalganger). Церква була кілька разів розширена в 16 столітті, в 1697 році і в 1798-99 роках. Перебудована у 1888 та 1938 роках. Вважається, що підлогу церкви виготовляли за допомогою колон із старої костельної церкви. Амвон і хрестильний шрифт — з епохи Відродження (1697 р.) Та вівтарна частина з 1703 р. Амвон розміщений над вівтарем..

## Галерея

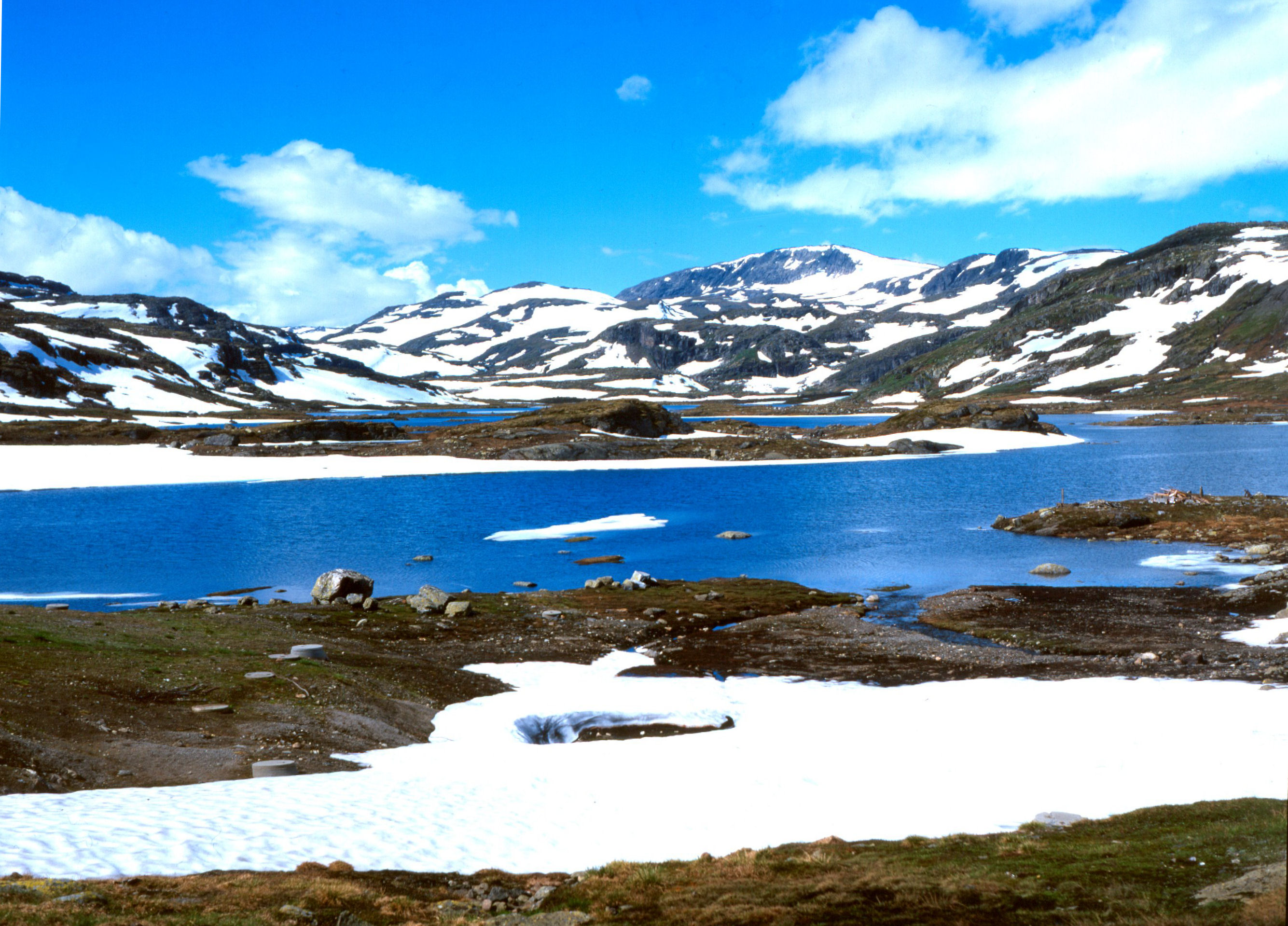
Озеро Гейтеригген
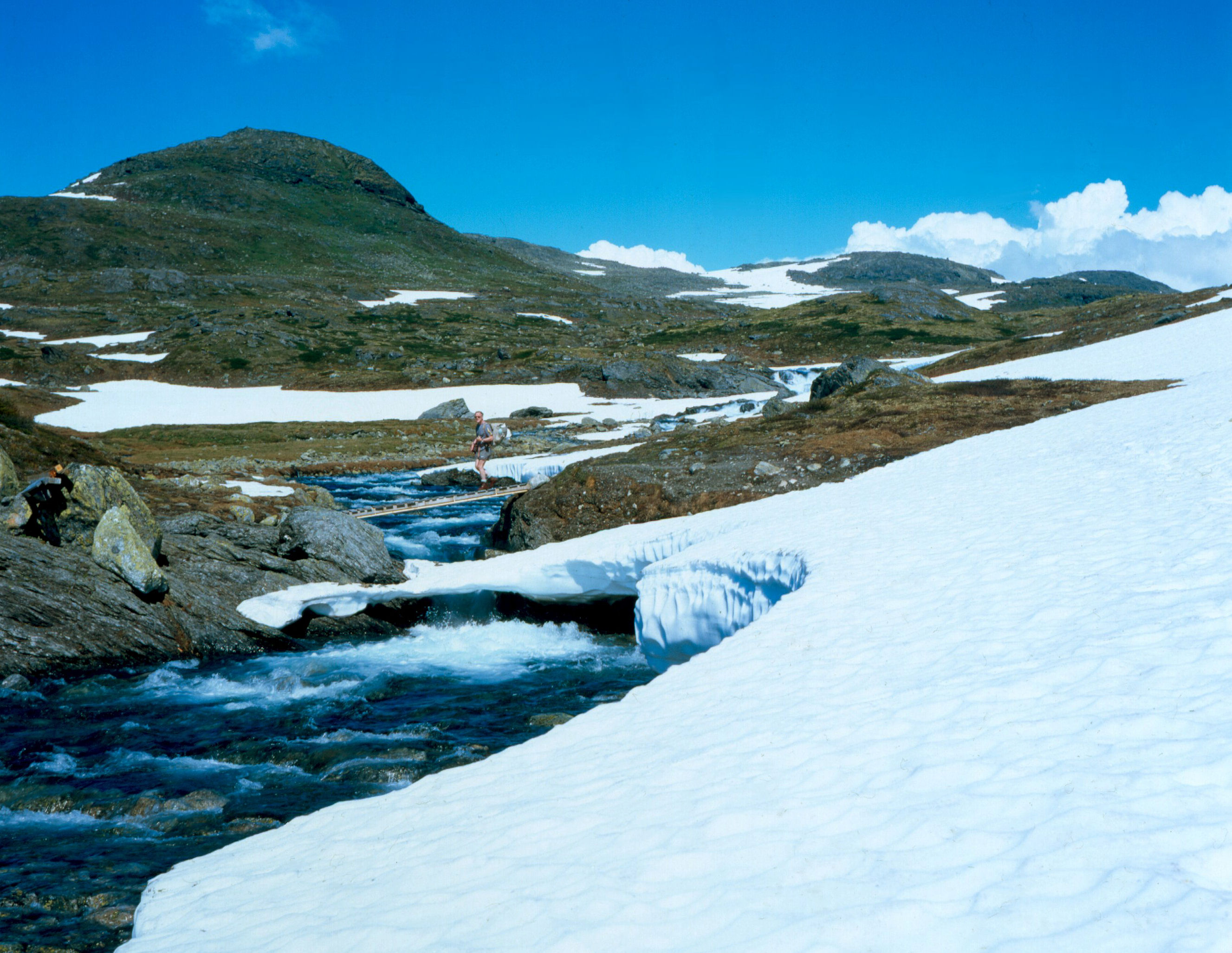
Річка Россдела
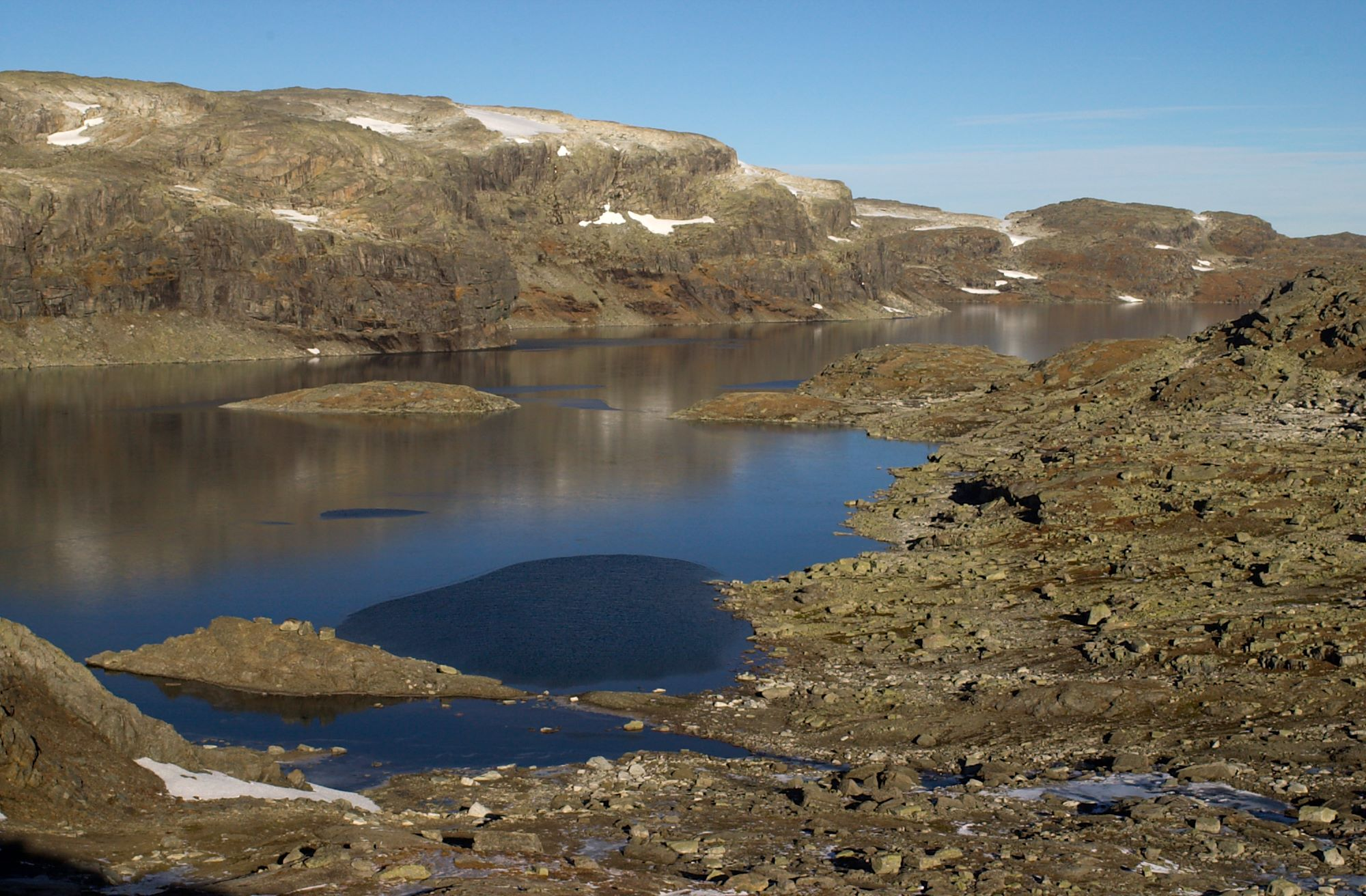
Озеро Флакаватн
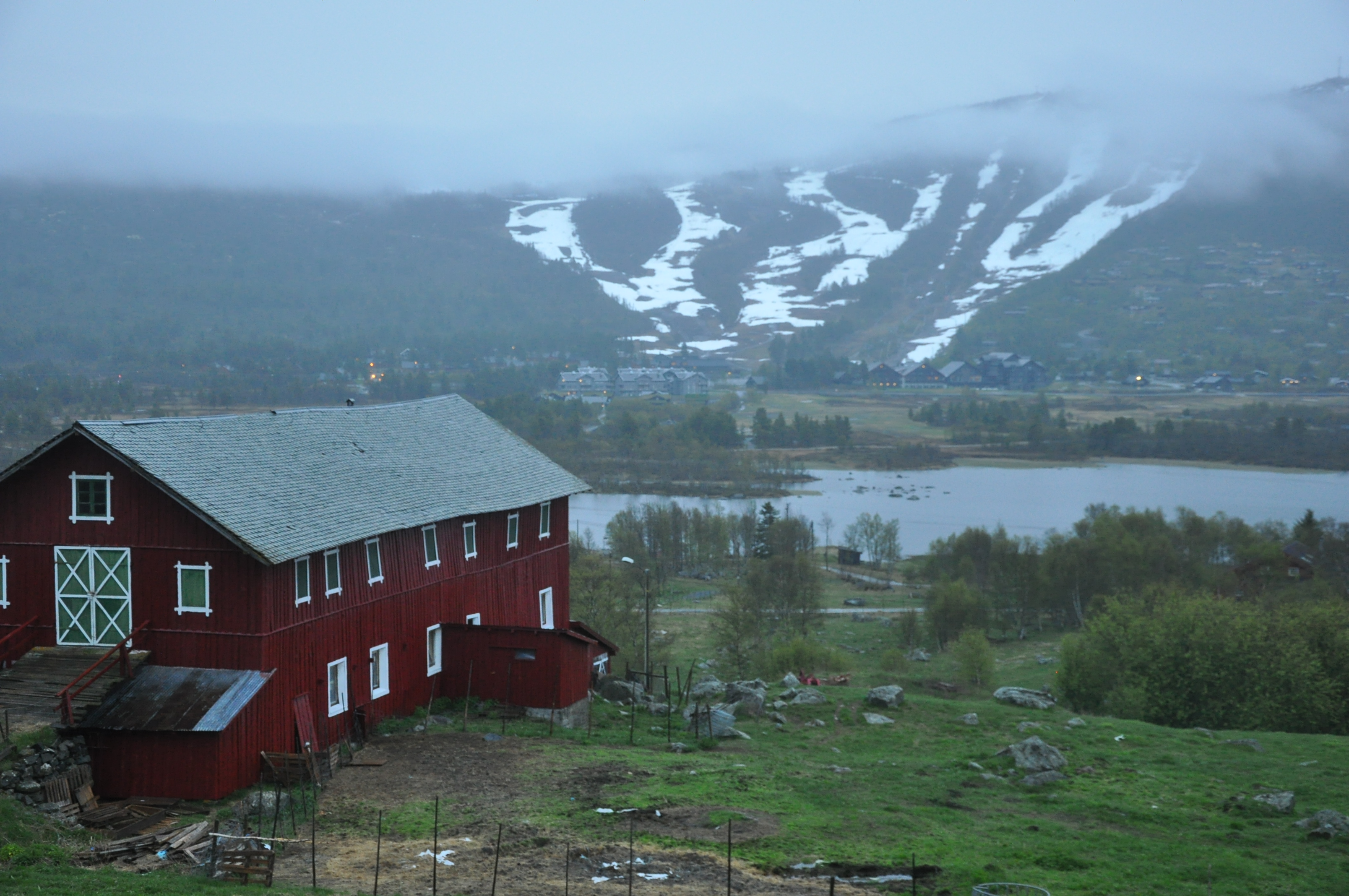
Гейло
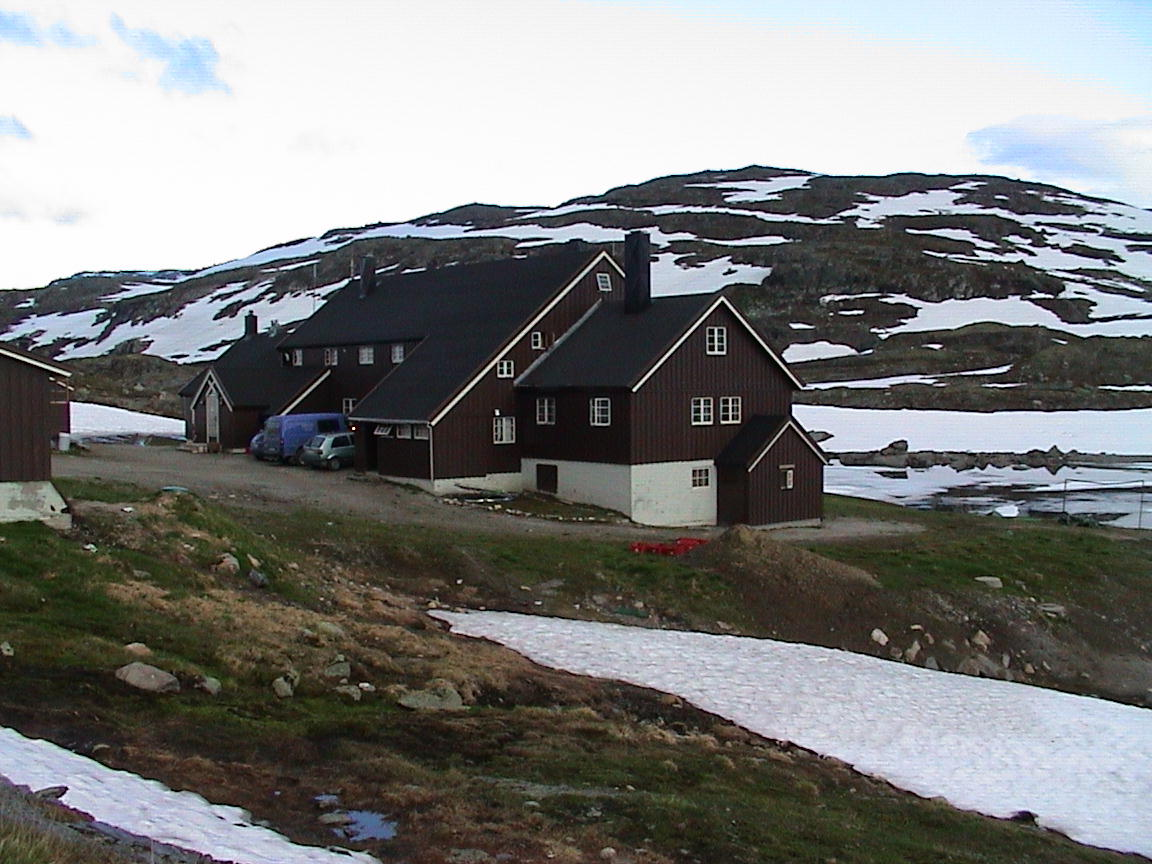
Гейтеригген
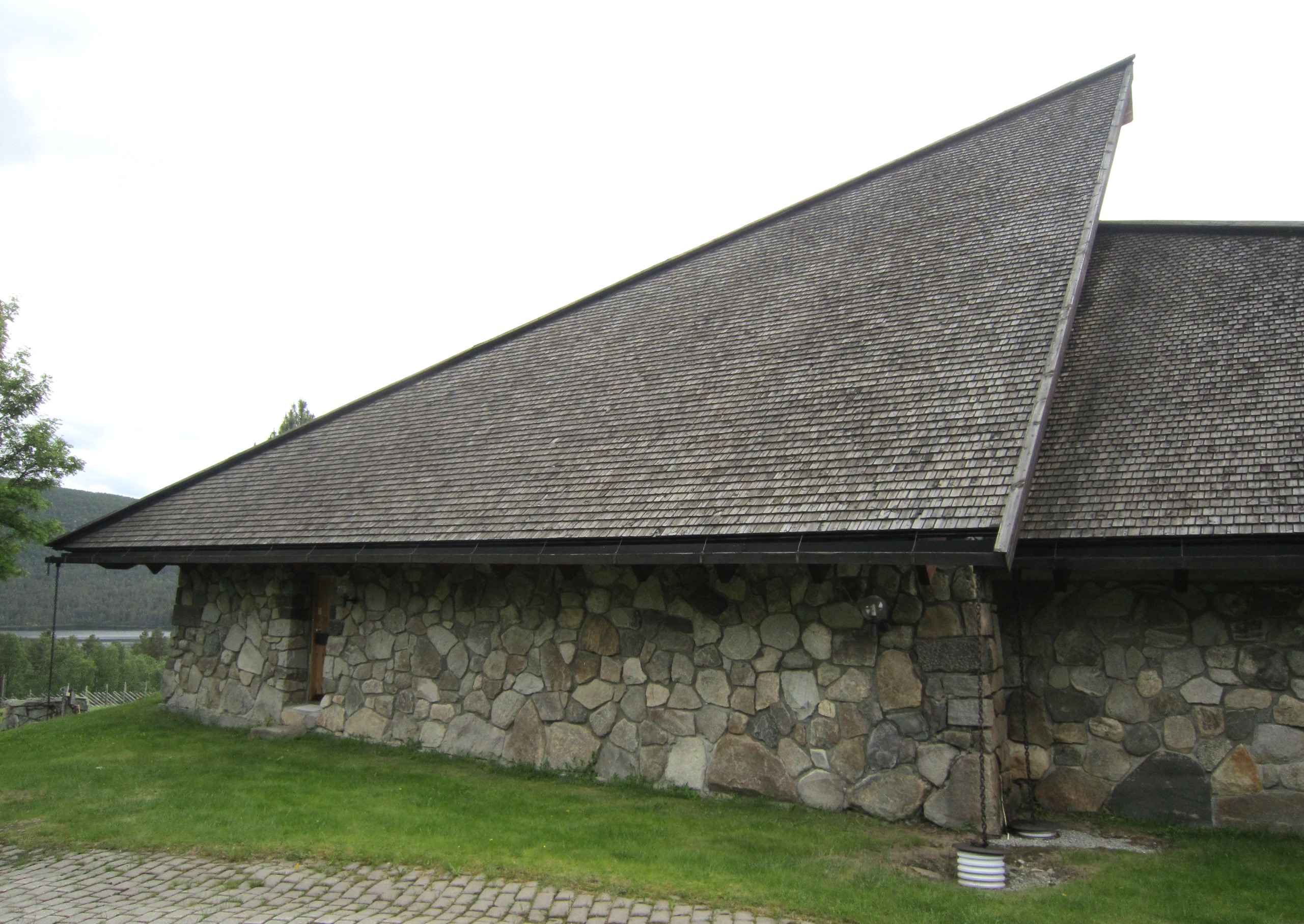
Скурдаленська церква (Skurdalskyrkja)